# Dietilamida acidului lisergic
Dietilamida acidului lisergic (din germană Lysergsäure-diethylamid LSD, de asemenea numit LSD-25) este un drog psihedelic semisintetic, ce aparține familiei de triptamine. Probabil cel mai cunoscut și răspândit psihedelic, LSD-ul a fost folosit în principal ca un drog recreațional, un enteogen și o unealtă în ajutorul diverselor practici precum meditația, psihonautică, proiecte artistice și psihoterapie psihedelică. Este sintetizat din acidul lisergic, derivat din cornul de secară, o ciupercă a grânelor care, de obicei, se regăsește pe secară.
LSD-ul este sensibil la oxigen, lumină ultravioletă și clor, mai ales sub formă lichidă, deși potența sa se poate menține ani de zile, dacă este depozitat la rece, departe de lumină și umezeală. În formă pură, este incolor, inodor și ușor amar. LSD-ul este de cele mai multe ori administrat oral, de obicei pe un substrat precum hârtie sugativă, un cub de zahăr sau gelatină. În forma sa lichidă, poate fi administrat prin injecție intramusculară sau intravenoasă. Doza necesară pentru efecte psihoactive la oameni este între 25 și 500 µg (micrograme), însă consumat des, se poate ajunge la 1200 µg per doză din pricina toleranței.
Introdus de Laboratoarele Sandoz ca o substanță cu diverse întrebuințări psihiatrice, LSD-ul a devenit rapid un agent terapeutic ce oferea multe speranțe (Vollenweider and Preller, 2020). Însă, întrebuințarea excesivă recreațională a substanței în societatea vestică la mijlocul secolului 20, a condus la o serie de complicații politice ce s-au terminat cu interdicția substanței atât în folosuri medicale, cât și recreaționale și spirituale (Belouin and Henningfield, 2018). Însă începând cu anii 90, mai multe echipe de cercetare au făcut eforturi pentru a continua să studieze potențialul LSD-ului pentru a trata boli psihiatrice, în special depresia și dependența de alcool, cu rezultate promițătoare (Vollenweider and Preller, 2020). O serie de organizații-inclusiv Fundatia Beckley, MAPS, Institutul de Cercetare Heffter și Fundația Albert Hofmann, există cu scopul de a finanța, încuraja și coordona cercetările în scopuri medicale ale substanței.

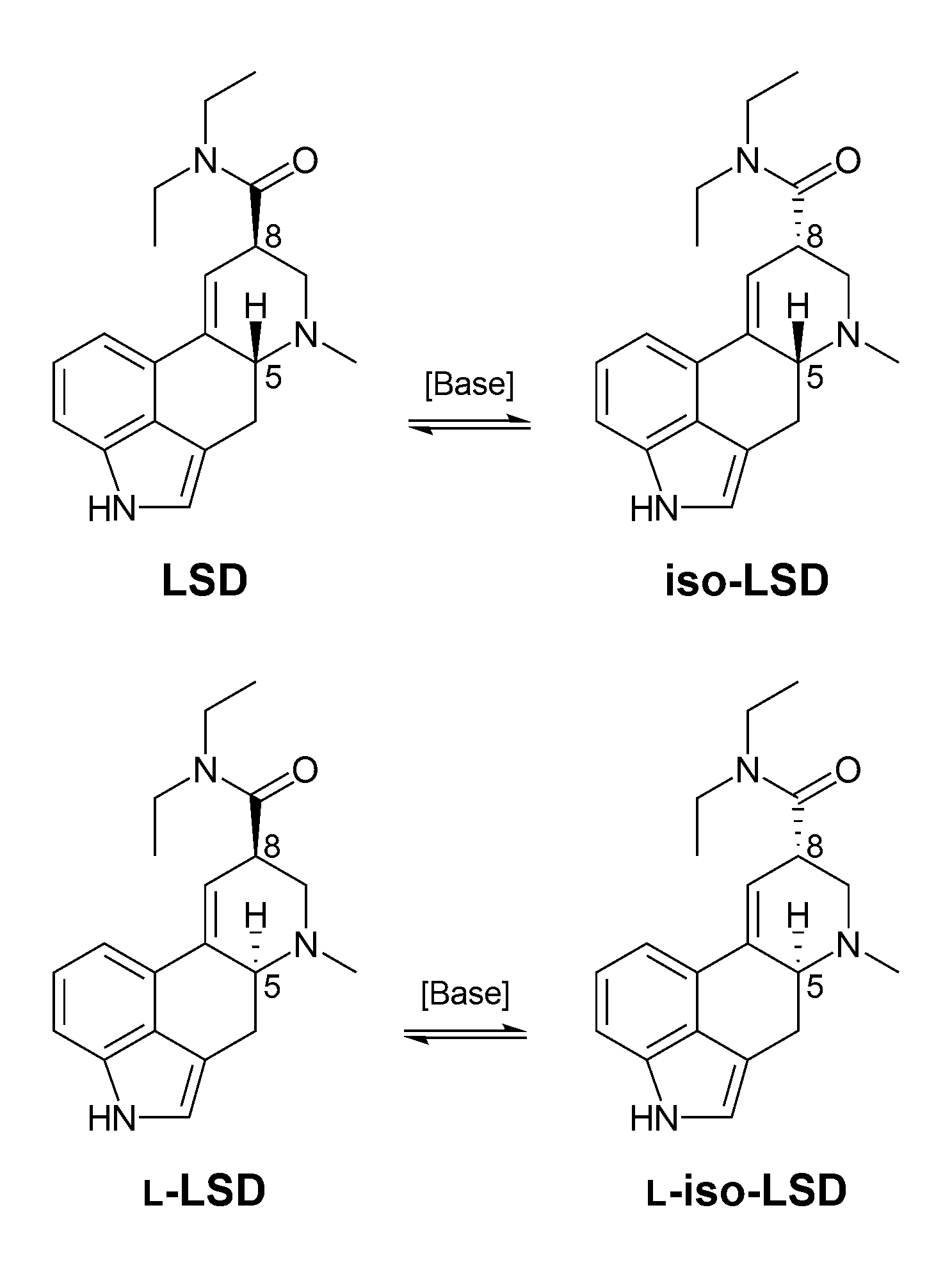

## Istoric
- Chimistul elvețian Albert Hofmann sintetizează pentru prima oară această substanță în anul 1938 în cercetările lui privind „cornul secarei” cu scopul extragerii unei substanțe care să stimuleze circulația sanguină. LSD cunoscut și sub denumirea comercială „Delysid” folosită de concernul farmaceutic Sandoz, era un preparat pentru tratamentul bolilor psihice și pentru scopuri de cercetare.
- Efectul său halucinogen îl descoperă Hofmann prin întâmplare la data de 16 aprilie 1943 după ce probabil substanța s-a absorbit prin pielea cercetătorului. El repetă acest proces la data de 19 Aprilie 1943 prin administrarea de 250 micrograme LSD corespunzând azi (cca. 50 µg) LSD stabilind efectul halucinogen puternic. Această dată este sărbătorită de fanii drogului ca „Ziua bicicletei”, deoarece Hofmann în ziua administrării s-a dat pe bicicletă, fiind copleșit de efectele senzoriale pe care substanța le producea.

## Intoxicația cu LSD
LSD reprezintă cea mai puternică substanță dintre halucinogene deoarece este activă la doze foarte mici de ordinul microgramelor și este numit drog enteogen. 
Numele de stradă folosite sunt: LSD, acid, trips, yellow sunshine sau blotter. Formele de prezentare sunt diferite: lichid incolor, inodor și insipid – LSD în stare pură; comprimate : de dimensiuni mici, colorate („microdots”); hârtii absorbante impregnate cu LSD  (sugativă cu acid / timbre); pătrățele de gelatină (window panes ); cuburi de zahăr impregnate cu LSD.Administrarea se face oral (suportul impregnat cu LSD se pune sublingual, până când substanța ajunge în organism) sau injectabil. Doza pentru administrarea orală este de 20-100µg.
Din punct de vedere farmacocinetic, LSD-ul se absoarbe rapid și se metabolizează la nivel hepatic. Fiind o substanță liposolubilă, are o afinitate crescută pentru țesutul adipos, la nivelul căruia de depozitează. Eliminarea se face pe cale urinară. Important de menționat este faptul că trece bariera placentară (afectând fătul).
Efectele apar în 40-60 de minute, iar maximul efectului se realizează după 2-4 ore și se menține 6-12 ore. LSD-ul este un puternic psihedelic, inducând alterarea percepției, a senzației și a emoțiilor. Există două stări induse de acest drog ce pot apărea în funcție de starea psihică a fiecăruia, experiențele proprii de viață și percepție: o stare Semi-euforică/plăcută sau o stare de anxietate, derealizare, depersonalizare, spaimă denumită „bad trip”. Ca orice alt psihedelic, este o substanță ce nu are aceleași efecte la toată lumea și depinde foarte mult de propria percepție, experiență de viață și mediul în care este consumată. LSD-ul acționează pe receptorii de serotonină (în principal 5HT2A-R), dar si dopamină (D2-R) la nivel cerebral, astfel stimulând neuronii gazdă, ducând la modificarea temporară a conexiunilor neuronale între diferite arii funcționale ale creierului de unde și efectele psihedelice (Liechti, 2017). În urma unei sesiuni psihedelice cu LSD, o creștere în neuroplasticitate a fost demonstrată în mai multe studii, care persistă câteva luni mai târziu, care ar putea fi unul din mecanismele prin care poate trata depresia (de Vos, Mason and Kuypers, 2021).
Intoxicația acută se caracterizează fiziologic prin instalarea midriazei și a tulburărilor senzoriale (intensificarea percepțiilor) și psihologic prin halucinații, experiențe spirituale, dizolvarea ego-ului/sinelui, scoaterea la iveală a traumelor din trecut, amintirilor pierdute fie ele plăcute sau neplăcute, o senzație de conectare profundă cu realitatea și eliminarea filtrelor personalității. La nivel cardiovascular sunt prezente în unele cazuri aritmia, tahicardia, hipertensiunea arterială și transpirațiile. Pot să apară grețurile și vărsăturile, însoțite de colici abdominale și diaree. La doze extrem de mari (peste 1 mg) apar semne severe ca hipertermia severă, convulsiile, iar în final se poate instala coma. Nu există niciun deces înregistrat datorită unei supradoze.
Halucinațiile se manifestă prin apariția tulburărilor vizuale (culori intense, cu predominanța unora în starea de euforie și a altora în cea depresivă), a sinesteziei, hipersensibilității la sunete, depersonalizării, tulburării de percepere a timpului și spațiului și chiar tulburări extreme ale dispoziției. Toleranța este instalată rapid, dar dispare la fel de repede cum s-a instalat. LSD nu produce dependență psihică sau fizică. Cei care consumă LSD în mod cronic au risc crescut de dezvoltare a psihozelor.
Depistarea consumului de LSD se face prin metode imunochimice (immunoassay). Metoda este ușoară și ieftină, necesitând aplicarea unei picături de urină pe suprafața unui strip și urmărirea apariției a două linii în cazul unui test negativ sau a unei singure linii în cazul unui test pozitiv. LSD-ul se poate detecta în urină până la 2-3 zile de la consum. Confirmarea unui test pozitiv prin metoda de immunoassay se face prin gaz-cromatografie sau spectrofotometrie.
Tratamentul în cazul intoxicației acute include plasarea subiectului într-un mediu liniștit, administrarea de anxiolitice, se aplică un tratament simptomatic (tratarea aritmiilor, tahicardiei, hipertensiunii, hipertermiei, grețurilor și vărsăturilor...) și consult psihiatric.